# Дніпровський повіт
Дніпровський повіт — адміністративно-територіальна одиниця Таврійської губернії. Охоплював північно-західну частину губернії.

## Підпорядкування
- Утворений у 1784 році у складі Таврійської області.
- З 1796 року — у складі Новоросійської губернії.
- З 1802 року — у складі Таврійської губернії.
- 17 листопада 1844 року затверджено герб Дніпровського повіту: на червоному тлі — емблематичне зображення річки (у вигляді старця, який спирається на урну з водою), що тримає золоте імператорське берло.

### У складі Української Держави
Після проголешення Української Держави повітовим старостою був призначений Шибаєв.
1923 року повіт ліквідовано відповідно до нового територіального розмежування та утворено Херсонську округу.

## Склад
Станом на 1886 рік налічував 333 сільських громад, 330 поселень у 39 волостях. Населення — 205530 осіб (105930 чоловічої статі та 99600 — жіночої), 30815 дворових господарств.
|                     | Площа, десятин | У тому числі орної, десятин |
| ------------------- | -------------- | --------------------------- |
| Сільських громад    | 594116         | 371385                      |
| Приватної власності | 816477         | 218245                      |
| Казеної власності   | 136890         | 31765                       |
| Іншої власності     | 38408          | 16897                       |
| Загалом             | 1585886        | 638292                      |

1897 року мешкало 212241 особа, з них у повітовому місті Олешки 8999 осіб.